# Arabesque (filme)
Arabesque é um filme estadunidense de suspense de 1966, estrelado por Gregory Peck e Sophia Loren. O filme é baseado em uma novela de Gordon Cotler, "The Cypher" e dirigido por Stanley Donen.

## Sinopse
O Professor David Pollock (Peck) é um especialista em hieroglifos arábicos da Universidade de Oxford. Hassan Jena (Carl Duering), primeiro-ministro de um país do Oriente Médio, convence Pollock a se inflitrar na organização de um homem chamado Beshraavi (Alan Badel), envolvido num plano contra o primeiro-ministro. A natureza do plano aparentemente está escondida num código escrito em hierogrifos. A amante de Beshraavi, Yasmin Azir (Loren), também está ligada ao plano. Ela ajuda o professor a fugir, dizendo ter sido seqüestrada e ameaçada de morte por Pollock. No caminho, no entanto, ela parece estar atrapalhando constantemente a vida do professor e ele não consegue decidir em qual dos lados ela está. Finalmente, trabalhando juntos, Pollock e Yasmin conseguem decifrar o código e evitar o assassinato do primeiro-ministro.

## Elenco
- Gregory Peck .... David Pollock
- Sophia Loren .... Yasmin Azir
- Alan Badel .... Nejim Beshraavi
- Kieron Moore.... Yussef
- Carl Duering .... Hassan Jena
- John Merivale .... Silvester Sloane
- Duncan Lamont .... Webster
- George Coulouris .... Ragheeb
- Ernest Clark .... Beauchamp
- Harold Kasket .... Mohammed Lufti
- Gordon Griffin

## Premiações e indicações
BAFTA 1967 (Reino Unido)
Venceu na categoria de:
- Melhor Fotografia Colorida

Indicado nas categorias de:
- Melhor Figurino
- Melhor Edição